# Mikhaïl Préobrajenski
Mikhaïl Timoféiévitch Préobrajenski (en russe : Михаил Тимофеевич Преображенский / Mixail Timofeevič Preobraženskij), né en 1854 à Vabalninkas et mort en 1930 à Saint-Pétersbourg (alors appelée Leningrad), était un architecte, professeur à l'Académie impériale des Beaux-Arts, et membre de la Société impériale orthodoxe de Palestine.

## Œuvres
Au nombre des œuvres de Mikhaïl Préobrajenski figurent :
- la cathédrale Alexandre-Nevski (Tallinn) ;
- l'église russe de Florence ;
- la cathédrale Saint-Nicolas de Nice ;
- l'église russe de Sofia ;
- la cathédrale de la Sainte-Trinité (Buenos Aires).